# Swaciok
Swaciok est une localité polonaise de la gmina de Kochanowice, située dans le powiat de Lubliniec en voïvodie de Silésie.